# آنا ایزابل
آنا ایزابل (انگلیسی: Ana Isabelle؛ زادهٔ ۱۱ آوریل ۱۹۸۶) خوانندگی، بازیگر، رقصنده، و کارآفرین اهل پورتوریکو است. او تاکنون در عرصه موسیقی پاپ چند آلبوم و تک‌آهنگ ارائه کرده‌ است.
او همچنین در فیلم بعد از همه‌چیز بازی کرده‌ است.

## موسیقی‌شناسی

### آلبوم‌ها
- "Por El Amor" (2007)[۱]
- "Por El Amor Deluxe Edition" (2009)[۲]
- "Mi Sueño" (2010)

### تک‌آهنگ‌ها
- Quien dijo amigos (2008)
- Se acabo (2009)
- Por amarte así (mit Cristian Castro, 2010)

## فیلم‌شناسی
- Dementia 13 (2017)
- The Eyes (2016)
- بعد از همه‌چیز(۲۰۱۸)
- داستان وست ساید (۲۰۲۱)